# Монетата (филм, 1959)
„Монетата“ (на френски: Le Fric) е драматичен филм от 1959 година на режисьора Морис Клоше с участието на Жан-Клод Паскал, Елеонора Роси Драго и Раймон Рулю, копродукция на Франция и Италия.

## В ролите
- Жан-Клод Паскал като Жак Мулен
- Елеонора Роси Драго като Марина
- Раймон Рулю като Уилямс
- Роже Енен като Робер Бертен
- Паскал Робертс като Жизел Мулен
- Анри-Жак Юет като инспектора от Интерпол
- Луи Арбесие като съдията
- Карло Тамберлани като Мораси
- Жорж Ликан като затворника
- Иво Гарани като Белар
- Таня Милер като модната дизайнерка
- Рене Бланкар като портиера[2]